# Bad Erlach
Bad Erlach – uzdrowiskowa gmina targowa w Austrii, w kraju związkowym Dolna Austria, w powiecie Wiener Neustadt-Land. Liczy 2 866  mieszkańców (1 stycznia 2014).